# Lothar Udo I
Lothar Udo I (circa 994 - 7 november 1057) was van 1036 tot aan zijn dood graaf van Stade en van 1056 tot aan zijn dood markgraaf van de Noordmark. Hij behoorde tot het huis der Udonen.

## Levensloop
Lothar Udo I was de enige zoon van graaf Siegfried II van Stade uit diens huwelijk met Adela, dochter van graaf Gero van Alsleben. In 1036 erfde hij de domeinen van zijn vader en werd hij graaf van Stade, graaf in Largau, Steiringgau, Schwabengau, Hochseegau en voogd van Heeslingen en Alsleben. Het oorspronkelijke machtsbereik van de graven van Stade lag ten zuiden van de Elbe in de omgeving van Harsefeld en Stade. Door huwelijksverbindingen die in het begin van de 11e eeuw werden gesloten, verwierf de familie ook goederen en rechten in het oosten van Saksen.
Lothar Udo had conflicten met de aartsbisschoppen Adalbrand en Adalbert van Bremen wegens voogdij- en graafrechten. Hij versloeg in 1052 of 1053 zijn verre neef Ekbert van Elsdorf-Stade en erfde vervolgens diens bezittingen. Drie jaar later, in 1056, sneuvelde markgraaf Willem van Noordmark in de Slag bij Prizlava tegen de Westelijke Slaven, waarna keizer Hendrik III hem beleende met de Noordmark. Daarenboven erfde hij verschillende komitaten en voogdijen van het huis Haldersleben. Dit rijksleen verstevigde de machtspositie van de Udonen. Otto, de halfbroer van Willem die zich tegen de beslissing verzette, werd in juni 1057 verslagen door de Brunonen, waardoor Lothar Udo geen rivalen meer had in de Noordmark. Hetzelfde jaar leidde hij een veldtocht die als doel had om wraak te nemen op de Westelijke Slaven.
Lothar Udo I werd in november 1057 vermoord door aanhangers van Otto van Noordmark. Zijn oudste zoon Lothar Udo II volgde hem op als markgraaf en nam wraak op de moord op zijn vader door alle betrokkenen te doden, inclusief zijn halfbroer Ekbert.

## Huwelijken en nakomelingen
Zijn eerste echtgenote Adelheid was vermoedelijk een dochter van graaf Kuno van Oeningen. Ze hadden een zoon Lothar Udo II (circa 1020/1030 - 1082), markgraaf van de Noordmark en graaf van Stade.
Na de dood van Adelheid huwde hij met Ida van Elstorf (overleden in 1052), dochter van graaf Liudolf van Friesland. Ze kregen volgende kinderen:
- Oda, huwde met grootvorst Svjatoslav II van Kiev
- Ekbert, vermoord door zijn halfbroer Lothar Udo II